# 김지혜 (1986년)
김지혜 (1986년 12월 2일 ~ )는 대한민국의 가수이다.

## 생애
1986년 12월 2일 태어난 김지혜는 2006년 SBS 선택남녀로 정식 데뷔하였고, 2007년 걸그룹 캣츠로 가수 활동을 하였다. 대표작으로는 캣츠 1집인 1집 Cats가 있으며, Baby cat과 Handsome Boy 등의 노래들이 수록되어있다.

## 학력
- 동덕여자대학교 방송연예학과 학사 (졸업)

## 출연 작품

### 방송
- 2006년 SBS 《선택남녀》
- 2008년 SBS 《미스터리 특공대》
- 2008년 MBC 드라마넷 《MT왕》
- 2009년 KBS 조이 《다녀오겠습니다 시즌1》
- 2013년 tvN 《푸른거탑 리턴즈》- 특별출연
- 2014년 TV조선 《아내 스캔들 - 바람이 분다》

### 음반
- 2007년  1집 Cats
- 2008년 H-유진 EP 환상의 짝꿍 피쳐링